# Ленская, Галина Николаевна
Галина Николаевна Ленская (1904—1983) — советский бактериолог, лауреат Сталинской премии 1952 года.
С 1 октября 1928 года работала в Саратове в противочумном институте (Государственный краевой институт микробиологии и эпидемиологии Юго-Востока РСФСР «Микроб»), начинала с должности старшего лаборанта.
В 1934—1937, 1940—1952, 1963—1973 годах руководитель отдела подготовки специалистов по особо опасным инфекциям. При её участии были созданы специализированные подразделения для профессионального обучения правилам и приемам обеспечения биобезопасности при проведении работ с патогенными биологическими агентами в научно-исследовательских противочумных институтах (НИПЧИ) в Ростове-на-Дону (1934) и Иркутске(1938).
А. А. Безсонова и Г. Н. Ленская выявили диссоциацию Y. pestis на шероховатую (R) и гладкую (S) формы и показали, что обычная форма существования чумного микроба шероховатая, а бактерии в гладкой форме чувствительны к фагоцитозу и авирулентны.
В 1951 году выдвинула гипотезу происхождения псевдотуберкулезного микроба из микроба чумы.
Один из авторов антибиотика доксициклин (1962).
Кандидат медицинских наук (1946), тема диссертации — «Изменчивость чумного микроба».
Лауреат Сталинской премии 1952 года (в составе авторского коллектива).
Сочинения:
- О живой противочумной вакцине / Г. Н. Ленская // Живые вакцины. М., 1956. Т. 2. — С. 53-55.
- Безсонова А. А., Ленская Г. Н. Бульон мутящие варианты B. pestis (Материалы по диссоциации B. pestis) // Вестник микробиологии, эпидемиологии и паразитологии. — 1929. — Т. 8. — Вып. 3. С. 270—279.
- Безсонова A.A., Ленская Г. Н., Молодцова П., Мосолова О. Сообщение о нескольких фактах спонтанного перехода В. Pestis в В. Pseudotuberculesis rodentium Pfelffer’а // Вестник микроб., эпидемиол. и паразит. 1936. — T.XV. -Вып.2. — С.151-162.
- 1951. Искусственное видообразование у патогенных микробов в группе возбудителей гемаррагических септицемий // Тр. Ин-та «Микроб». Вып. 1. С.3-18.
- Ленская, Г. H., Смирнова, Е. И. и Клочкова, В. К. Лечение и экстренная профилактика экспериментальной легочной чумы противочумной сывороткой и ее гамма-глобулином. Труды ин-та «Микроб», вып. 4, 1Уои, с. 283—290.
- Ленская Г. Н., Степанов В. М., и др. Наставление по основам лабораторной техники при работе с возбудителями особо опасных инфекций. Алма-Ата: ТУДСМ, Всесоюзный Ордена Трудового Красного Знамени Научно-Исследовательский Противочумный Институт «Микроб», Среднеазиатский Научно-Исследовательский Противочумный Институт, 1975, 119 с.